# Cratere Francesca
Francesca  è un cratere sulla superficie di Venere.